# Богдан Добрев
Богдан Добрев (болг. Богдан Добрев; нар. 29 липня 1957) — болгарський спортсмен, академічний веслувальник, призер Олімпійських ігор та чемпіонату світу.

## Спортивна кар'єра
На чемпіонаті світу 1977 року в Амстердамі Богдан Добрев став бронзовим призером у складі четвірки парних.
На чемпіонаті світу 1978 року Добрев у складі четвірки парних був п'ятим.
На Олімпійських іграх 1980 в Москві, за відсутності на Олімпіаді через бойкот ряду команд західних та ісламських країн, Добрев разом з Мінчо Ніколовим, Любомиром Петровим і Іво Русєвим став бронзовим призером у змаганнях четвірок парних.
На чемпіонаті світу 1982 року Добрев у складі четвірки парних був сьомим, а на чемпіонаті світу 1983 року — одинадцятим, після чого завершив спортивну кар'єру.